# 韓豆
韩豆（HanDol）是韩国 NHN 娱乐公司开发的一款人工智能围棋程序，诞生于2018年。诞生以来，横扫韩国全国前五名围棋选手。是李世乭退役之战的对手。

## 与李世乭之战

### 赛前约定
AI将让李世乭二子，假如李世乭输掉第一局棋，第二局 AI 就要让他三子。如果李世乭在前两盘棋中全败，第三局 AI 将让李世乭四子。
李世乭表示：「即使被让两子，我感觉自己还是会输掉第一场比赛。这些天，我也没怎么关注围棋新闻。我希望来一场轻松的比赛，因为我已经退役了，但我会竭尽全力。」

### 赛况
首局（让两子）：李世乭胜
次局（分先）：李世乭负
最终局（让两子）：李世乭负
在退隐赛首局，对局条件为李世乭受让2子、贴3又3/4子，用时为双方各2小时。李世乭在比赛中盘阶段抓住AI在征子方面的弱点一击制胜，这制胜一手竟戏剧性地与三年前李世乭击败 AlphaGo 时的“神之一手”都是第78手。仅95手即逼得“韩豆”认输的李世乭将次局双方的棋份变为分先。次局猜先后，李世乭执黑先行，“韩豆”展现出了AI远高于人类的强大实力，弈至第40手，胜负已无悬念，第122手李世乭中盘认输。
前两局结束，对局棋份又重新回到李世乭被让2子。最后一战移师李世乭的故乡新安郡进行，李世乭的兄长、母亲均前来助战。李世乭表示，比起为了取胜的围棋，不如下一盘“李世乭的围棋”。“韩豆”则为了测试稳定性，第3局比赛前还与职业九段对弈。
在第3局中，李世乭果然兑现了诺言，序盘即借助被让两子的巨大优势与“韩豆”进行你死我活的贴身肉搏战，而这正是当年被称为“僵尸流”，是夺得14个世界冠军的李世乭最擅长的，这招对AI果然有效。在困境中，李世乭弈出连环妙手，局部一举打爆“韩豆”。“韩豆”发挥出AI擅长转换的强项，强行制造出一个劫争维持，而李世乭在优势意识之下选择了稳健，让“韩豆”逃过一劫。之后，AI出色的大局观迅速将黑棋的优势蚕食，“韩豆”掌控了节奏。形势不妙的李世乭试图搅局，但这对人类来说太难了，李世乭在败局之下勉强向白龙发起最后攻击，“韩豆”轻松逃出后，李世乭中盘认输，正式结束了自己长达24年4个月的职业棋手生涯。